# Format Masa Depan
Format Masa Depan is het tweede studioalbum van de Indonesische band Dewa 19.
Het album verscheen in 1994, twee jaar na hun succesvolle debuutalbum 'Dewa 19'.

## Album tracks
1. Aku Milikmu
2. Masihkah Ada
3. Still I'm Sure We'll Love Again
4. Sembilan Hari
5. Liberty
6. Format Masa Depan
7. Mahameru
8. Imagi Cinta
9. Selamat Ulang Tahun
10. Deasy
11. Takkan Ada Cinta Yang Lain

## Referentie
- Album op AllMusic